# Eordea
Eordea (gr. Δήμος Εορδαίας, Dimos Eordeas) – gmina w Grecji, w administracji zdecentralizowanej Epir-Macedonia Zachodnia, w regionie Macedonia Zachodnia, w jednostce regionalnej Kozani. W 2011 roku liczyła 45 592 mieszkańców. Powstała 1 stycznia 2011 roku w wyniku połączenia dotychczasowych gmin: Ptolemaida, Wermio, Muriki i Ajia Paraskiewi oraz wspólnoty Wlasti. Siedzibą gminy jest Ptolemaida.